# Unitárius Élet
Az Unitárius Élet a Magyar Unitárius Egyház Magyarországi Egyházkerületének kéthavonta megjelenő folyóirata. Székhelye: Budapest, Nagy Ignác (volt Koháry) utca 2-4. Nyomtatott változat: ISSN 0133-1272, online változat: ISSN 2061-2745. Megjelenik 1947 óta. Szerkesztik a magyarországi unitárius lelkészek.

## Előzménye
Trianon után a Magyarországon élő unitáriusok első sajtóterméke az Unitárius Értesítő volt, amelyik 1922. június és 1944. november között jelent meg, és beszámolt az unitáriusok közösségi életéről. Központja a budapesti lelkészi hivatal, Budapest, Koháry utca 2-4. volt, első felelős szerkesztője Józan Miklós lelkész. További szerkesztők ugyancsak Budapesten szolgáló lelkészek voltak: Barabás István, Jancsi László (dr. Iván László).

## Az Unitárius Élet létrejötte
A második világháború után visszaálló határok következtében a mai Magyarország területén élő unitáriusok ismét kénytelenek voltak önálló egyházi életet szervezni. 1947-ben az unitáriusok létrehozták az önálló Magyarországi Egyházkört. Az egyházkör vezető testülete (elnöksége): Csiki Gábor esperes, püspöki helynök, dr. Gál Jenő és Imreh Dénes egyházköri főgondnokok. 
1947. március 15-én megjelent az Unitárius Élet című egyházi folyóirat első száma, melynek felelős szerkesztői az Egyházban vezető tisztséget betöltő lelkészek. Első felelős szerkesztője Kereki Gábor lelkész volt.
Az Unitárius Élet azóta is folyamatosan megjelenő kiadványa a Magyarországi Unitárius Egyházkerületnek.